# فرانس یانسنس
فرانس یانسنس (هلندی: Frans Janssens؛ ۲۵ سپتامبر ۱۹۴۵ – ۸ ژانویهٔ ۲۰۲۴) بازیکن فوتبال اهل بلژیک بود.
از باشگاه‌هایی که در آن بازی کرده‌است می‌توان به باشگاه فوتبال لیرسه اشاره کرد.
وی همچنین در تیم ملی فوتبال بلژیک بازی کرده‌است.